# Бранко Младенович
Бранко Младенович (серб. Бранко Младеновић; ? — до 1365) — сербський шляхтич та великий землевласник, що перебував на службі в короля та царя Стефана Душана (1331—1355) й царя Стефана Уроша V (1355—1371). Родоначальник династії Бранковичів, представники якої в XV столітті були сербськими деспотами. Від короля Стефана Душана отримав титул севастократора — один з найвищих придворних титулів.

## Життєпис
Воєвода Младен, батько Бранко, був важливою особою при дворі королів Стефана Милутина та Стефана Уроша III. Він спочатку володів титулом жупана, а згодом — воєводи. Невідомо, чи служив Младен за правління короля Стефана Душана. Дядько за батьківською лінією, Нікола, управляв у місті Лежа (сучасна Албанія).
За правління короля Стефана Душана (до його коронації як царя в 1346 році) Бранко Младенович згадується з титулом слуга, рівноцінному візантійському титулу доместика. Володіючи цим титулом, Бранко перебував у найближчому оточенні короля.
Після своєї коронації 1346 року цар Душан дав візантійські титули деспота, севастократора та кесаря особам зі свого найближчого оточення. Такі титули зазвичай надавали родичам, як у випадку з деспотом Деяном (чоловіком Теодори, сестри царя). Бранко Младенович отримав титул севастократора. Володарі цих високих титулів у Сербському царстві ставали управителями земель на південь від Скоп'є (столиці) — на територіях, які називали «Грецькими землями». Бранко отримав в управління Охрид. На відміну від багатьох інших шляхтичів, Бранко не отримав вищого титулу деспота. Після смерті царя Душана (1355) Бранко служив його синові та наступникові — цареві Стефану Урошу V. Рік смерті Бранко невідомий, однак він не згадується в документах з 1365 року.

## Родина
Бранко мав чотирьох дітей (трьох синів та дочку):
- Нікола Радоня (пом. 1399), шляхтич, хронікер, монах; був одружений з Єленою, сестрою Углєші та Вукашина Мрнявчевичів[12];
- Вук Бранкович (пом. 1396), жупан Рашки, зять князя Лазаря Хребеляновича, учасник битви на Косовому полі;
- Гргур Голубич (пом. 1398);
- Воїслава, дружина албанського правителя Георгія Топії)[15].

## Пояс Бранко

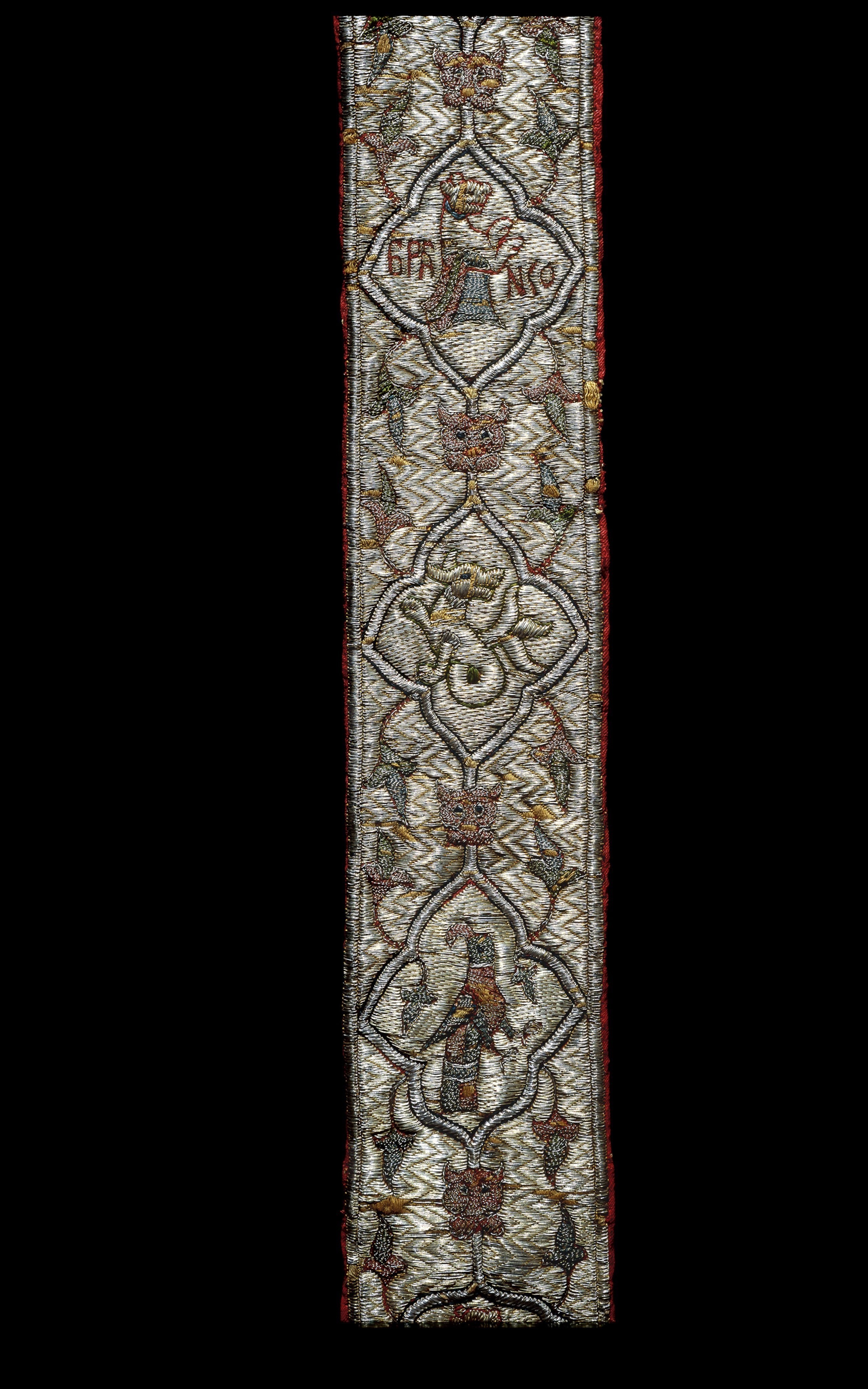
Пояс Бранко

Для Бранко Младеновича був виготовлений коштовний гаптований пояс. На поясі зображено, зокрема, лева, поруч з яким наявний кириличний напис: «БРАNKO». Фрагмент пояса зберігається в колекції Британського музею, інший фрагмент — в Ермітажі в Санкт-Петербурзі.

## Бухарестський псалтир

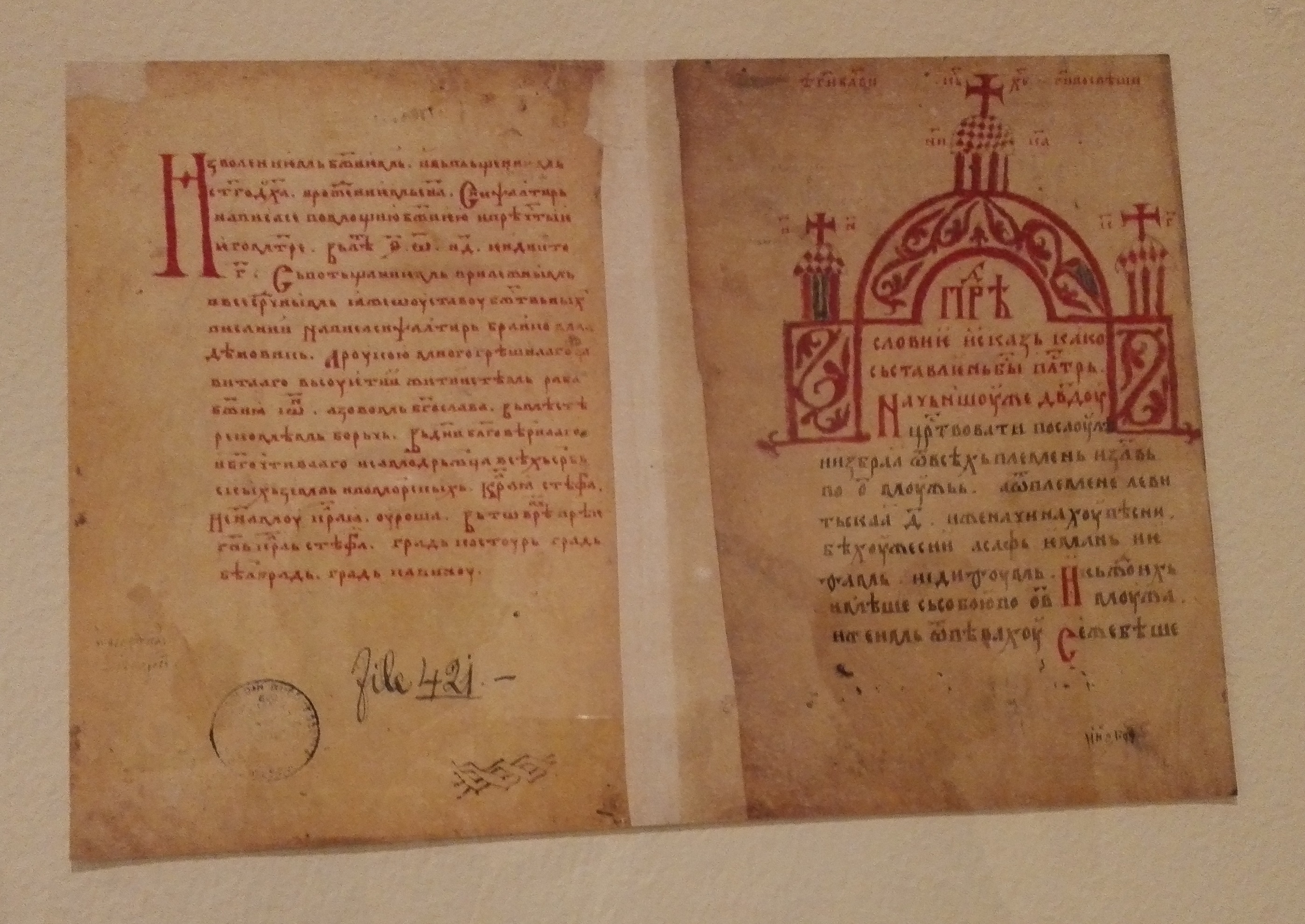
Бухарестський псалтир

Бухарестський псалтир (відомий у румунських джерелах як Psaltirii sârbeşti, тобто Сербський псалтир) був написаний для Бранко Младеновича у 1346 році. Наразі книга зберігається в Бібліотеці Румунської академії наук.